# 伍兹菲尔德
伍兹菲尔德（Woodsfield）是美国俄亥俄州门罗县的一个村，是门罗县的县城，并设有门罗县法院。 2010年人口普查时人口为2384人。

## 历史
伍兹菲尔德建立于1813年，是新成立的门罗县的县城所在地。 它以阿奇博尔德·伍兹命名。 该村于1835年成立。